# Asse di un segmento

Asse del segmento

In geometria euclidea l'asse di un segmento è la retta perpendicolare al segmento passante per il suo punto medio. È definito il luogo dei punti del piano che hanno uguale distanza dai due estremi del segmento.

Si può dimostrare mediante il teorema di Pitagora che un qualsiasi punto {\displaystyle X} sulla retta {\displaystyle r} è equidistante sia da {\displaystyle A} che da {\displaystyle B}, formalmente {\displaystyle {\overline {XA}}={\overline {XB}}}.

Dimostrazione con il teorema di Pitagora

Si hanno le ipotesi: 
1. {\displaystyle {\overline {AM}}={\overline {BM}}};
2. il segmento e l'asse sono ortogonali.{\displaystyle {\overline {XA}}^{2}={\overline {AM}}^{2}+{\overline {XM}}^{2}={\overline {BM}}^{2}+{\overline {XM}}^{2}={\overline {XB}}^{2}}{\displaystyle {\overline {AX}}={\overline {XB}}\qquad \forall X\in r}

## Costruzione con righello e compasso

Costruzione con righello e compasso con

Per costruire l'asse del segmento {\displaystyle AB} con righello e compasso si disegnano due cerchi di raggio uguale, purché sia {\displaystyle r>{\frac {1}{2}}{\overline {AB}}}, e i cui centri sono gli estremi del segmento. 
L'asse è determinato dai punti di intersezione delle due circonferenze. La retta viene determinata senza conoscere il punto medio {\displaystyle M}, perciò si può ottenere tramite intersezione tra l'asse e il segmento.

## Metodo analitico
Siano sul piano cartesiano {\displaystyle A=(x_{A},y_{A})} e {\displaystyle B=(x_{B},y_{B})} le coordinate dei due estremi, allora il punto medio è {\displaystyle M=(x_{M},y_{M})={\biggl (}{\frac {x_{A}+x_{B}}{2}},{\frac {y_{A}+y_{B}}{2}}{\biggr )}} e il segmento appartiene alla retta di coefficiente angolare {\displaystyle m_{AB}={\frac {y_{B}-y_{A}}{x_{B}-x_{a}}}}.
L'asse {\displaystyle r} è per definizione perpendicolare ad {\displaystyle AB}, perciò ha coefficiente angolare {\displaystyle m_{r}=-{\frac {1}{m_{AB}}}} e deve passare per {\displaystyle M}, da cui si ricava l'intercetta {\displaystyle q_{r}=y_{M}-m_{r}\cdot x_{M}}. Perciò l'equazione dell'asse è:{\displaystyle y=m_{r}\cdot x+q_{r}}

## Proprietà dell'asse di un segmento
In un triangolo, tutti gli assi dei lati si incontrano nel circocentro O, che coincide con il centro della circonferenza circoscritta circoscritta al triangolo e sono sempre su di essi anche i centri J dei cerchi di Johnson. Il circocentro è interno al triangolo acutangolo, sul punto medio dell'ipotenusa del triangolo rettangolo e esterno all'ottusangolo.
Gli assi dei segmenti che individuano i lati di un poligono regolare si incontrano in un punto interno al poligono che è il centro della circonferenza inscritta e della circonferenza circoscritta.